# Тридцать тиранов (Афины)
Тридцать Тиранов (др.-греч. οἱ τριάκοντα  τύραννοι, иначе Правление Тридцати) — коллективное прозвище группы проспартанских правителей, правивших в Афинах после окончания Пелопоннесской войны, в период 404—403 годов до н. э.

## История
Тридцать тиранов были фактически олигархическими правителями, поставленными в Афинах Критием и Фераменом под руководством спартанского военачальника Лисандра. Сначала руководящую роль играла умеренная партия во главе с Фераменом, затем власть перешла к возглавляемой Критием партии крайних лаконофильских олигархов, опиравшихся на расположенный в акрополе спартанский гарнизон из 700 воинов во главе с гармостом.
Финансовое положение проигравших Афин оставляло желать лучшего: доходы упали из-за прекращения торговли, с потерей союзников перестал поступать и форос, также приходилось содержать спартанский гарнизон. В рамках проводимой политики террора богатые граждане становились жертвам арестов и изъятия имущества, также преследованию подвергались метэки (особым постановлением каждый из Тридцати мог арестовать одного метэка, убить его и конфисковать его имущество). В течение менее чем одного года было казнено около 1500 афинян, среди которых оказался и Ферамен (был арестован по требованию Крития из-за критики политики террора).
Однако вскоре их с помощью Фив сверг Фрасибул. Большинство из Тридцати были убиты в течение года после лишения власти.
Только Сократ открыто отказался повиноваться распоряжению Тридцати о незаконном аресте саламинца Леонта. Деятельность Совета Тридцати критиковалась Ксенофонтом, Платоном, Исократом и Аристотелем.
Римские историки также использовали термин «тридцать тиранов» для обозначения всех императоров, захватывавших власть в отдельных частях империи во время Галлиена (на самом деле этих узурпаторов было 18, а не 30).

## Состав
Ксенофонт в «Греческой истории» (книга II, глава 3.2—3) приводил список 30 выбранных афинских тиранов:
1. Полихар
2. Критий сын Каллесхра из рода Кодридов
3. Мелобий
4. Гипполох
5. Евклид (не одноимённый учёный)
6. Гиерон
7. Мнесилох (возможно архонт)
8. Хремон
9. Ферамен сын Гагнона из рода Пандионидов
10. Аресий
11. Диокл (возможно, архонт)
12. Федрий (именуемый Федим)
13. Херелей
14. Анетий
15. Писон
16. Софокл (афинский оратор, не одноимённый драматург)
17. Эратосфен (афинский политик, не одноимённый учёный)
18. Харикл
19. Ономакл
20. Феогнид
21. Эсхин из рода Кекропидов (афинский политик, не одноимённый оратор)
22. Феоген
23. Клеомед сын Ликомеда (афинский политик, не одноимённый учёный)
24. Эрасистрат из Ахарнаи (афинский политик, не одноимённый врач)
25. Фидон
26. Драконтид из Афидны
27. Евмаф
28. Аристотель (упомянут в диалоге Платона «Парменид»)
29. Гиппомах
30. Мнесифид

Современные исследователи структурировали список, сохранённый Ксенофонтом, а также установили, что во вновь созданном правительстве на паритетных началах были представлены все десять аттических фил.
| Фила               | Предложены Фераменом | Назначены гетериями | Избраны экклесией |
| ------------------ | -------------------- | ------------------- | ----------------- |
| I. Эрехтеида       | Мелобий              | Критий              | Полихар           |
| II. Эгеида         | Гиерон               | Эвклид              | Гипполох          |
| III. Пандионида    | Ферамен              | Хремон              | Мнесилох          |
| IV. Леонтида       | Федрий               | Диокл               | Аресий            |
| V. Акамантида      | Писон                | Анетий              | Херелей           |
| VI. Энеида         | Харикл               | Эратосфен           | Софокл            |
| VII. Кекропида     | Эсхин                | Феогнид             | Ономакл           |
| VIII. Гиппофонтида | Эрасистрат           | Клеомед             | Феоген            |
| IX. Эантида        | Эвмаф                | Драконтид           | Фидон             |
| X. Антиохида       | Мнесифид             | Гиппомах            | Аристотель        |